# العلاقات الشمال مقدونية الصربية
العلاقات الشمال مقدونية الصربية هي العلاقات الثنائية التي تجمع بين شمال مقدونيا وصربيا.

## مقارنة بين البلدين
هذه مقارنة عامة ومرجعية للدولتين:
| وجه المقارنة                                              | شمال مقدونيا                                               | صربيا                                                      |
| --------------------------------------------------------- | ---------------------------------------------------------- | ---------------------------------------------------------- |
| المساحة (كم2)                                             | 25.71 ألف                                                  | 88.36 ألف                                                  |
| عدد السكان (نسمة)                                         | 2.08 مليون                                                 | 7.02 مليون                                                 |
| الكثافة السكانية (ن./كم²)                                 | 80.9                                                       | 79.45                                                      |
| العاصمة                                                   | إسكوبية                                                    | بلغراد                                                     |
| اللغة الرسمية                                             | اللغة المقدونية، اللغة الألبانية                           | اللغة الصربية                                              |
| العملة                                                    | دينار مقدوني                                               | دينار صربي                                                 |
| الناتج المحلي الإجمالي (بليون دولار)                      | 11.34 مليار                                                | 41.43 مليار                                                |
| الناتج المحلي الإجمالي (تعادل القوة الشرائية) بليون دولار | 29.26 مليار                                                | 100.13 مليار                                               |
| الناتج المحلي الإجمالي الاسمي للفرد دولار أمريكي          | 4.85 ألف                                                   | 5.24 ألف                                                   |
| الناتج المحلي الإجمالي للفرد دولار أمريكي                 | 16.25 ألف                                                  | 13.59 ألف                                                  |
| مؤشر التنمية البشرية                                      | 0.747                                                      | 0.771                                                      |
| رمز المكالمات الدولي                                      | +389                                                       | +381                                                       |
| رمز الإنترنت                                              | .mk                                                        | .rs، .срб ‏                                                 |
| المنطقة الزمنية                                           | توقيت وسط أوروبا، ت ع م+01:00، ت ع م+02:00، أوروبا/سكوبيه ‏ | توقيت وسط أوروبا، ت ع م+01:00، ت ع م+02:00، أوروبا/بلغراد ‏ |

## مدن متوأمة
في ما يلي قائمة باتفاقيات التوأمة بين مدن شمال مقدونية وصربية:
- ترتبط رادوفيتش مع فيليكا بلانا باتفاقية توأمة.
- ترتبط كافادارشي مع غورنيي ميلانوفاتس باتفاقية توأمة.[16][17][16][17]
- ترتبط غيفغليا مع Inđija [الإنجليزية]‏ باتفاقية توأمة.
- ترتبط بيروفو مع بروس باتفاقية توأمة.
- ترتبط بيتولا مع زمون [الإنجليزية]‏ باتفاقية توأمة منذ 23 نوفمبر 2006.
- ترتبط كوتشاني مع Novi Kneževac [الإنجليزية]‏ باتفاقية توأمة.
- ترتبط كومانوفو مع ليسكوفاتس باتفاقية توأمة منذ 27 فبراير 2009.
- ترتبط أوخريد مع كراغوييفاتس باتفاقية توأمة منذ 1998.[18][18][18]
- ترتبط ديلتشيفو مع ياغودينا باتفاقية توأمة.
- ترتبط فيليس مع أوزيتشى باتفاقية توأمة منذ 1982.
- ترتبط إسكوبية مع بلغراد باتفاقية توأمة منذ 1967.

## منظمات دولية مشتركة
يشترك البلدان في عضوية مجموعة من المنظمات الدولية، منها:
| علم المنظمة | اسم المنظمة                               | تاريخ انضمام شمال مقدونيا | تاريخ انضمام صربيا |
| ----------- | ----------------------------------------- | ------------------------- | ------------------ |
|             | مؤسسة التنمية الدولية                     | 25 فبراير 1993            | 25 فبراير 1993     |
|             | يونسكو                                    | 28 يونيو 1993             | 20 ديسمبر 2000     |
|             | وكالة ضمان الاستثمار متعدد الأطراف        | 19 مارس 1993              | 19 مارس 1993       |
|             | مجلس أوروبا                               | ?                         | 3 أبريل 2003       |
|             | الأمم المتحدة                             | 8 أبريل 1993              | 1 نوفمبر 2000      |
|             | الاتحاد البريدي العالمي                   | ?                         | ?                  |
|             | البنك الدولي للإنشاء والتعمير             | 25 فبراير 1993            | 25 فبراير 1993     |
|             | الاتحاد الدولي للاتصالات                  | 4 مايو 1993               | 1 يونيو 2001       |
|             | منظمة حظر الأسلحة الكيميائية              | ?                         | ?                  |
|             | مؤسسة التمويل الدولية                     | 25 فبراير 1993            | 25 فبراير 1993     |
|             | المنظمة الأوروبية لسلامة الملاحة الجوية   | 1998                      | 2005               |
|             | المركز الدولي لتسوية المنازعات الاستشارية | 26 نوفمبر 1998            | 8 يونيو 2007       |
|             | منظمة الشرطة الجنائية الدولية             | ?                         | ?                  |
|             | منظمة الأمن والتعاون في أوروبا            | 12 أكتوبر 1995            | 3 يونيو 2006       |

## وصلات خارجية
- موقع وزارة الخارجية الصربية